# Weingut im Zwölberich
Das Weingut im Zwölberich ist ein Weingut, das sich an der unteren Nahe, am östlichen Rand von Soonwald und Hunsrück, kurz vor dem Übergang zum rheinischen Schiefergebirge, befindet. Es wird seit 1711 als Familienbetrieb geführt. Es wird biologischer und biologisch-dynamischer Weinbau betrieben. Ein Schwerpunkt ist die alte, aus dem Burgund stammende Sorte Auxerrois. Nachdem diese relativ ertragsschwache Rebsorte von 1981 bis 1991 auf der deutschen Sortenliste verschwunden war, wird sie inzwischen wieder vereinzelt angebaut, insbesondere an der Nahe und in der Pfalz.

## Geschichte
Das Weingut wird seit 1711 von der Familie Heintz betrieben und war lange Zeit ein landwirtschaftlicher Gemischtbetrieb mit nur wenigen Weinbergen. Da der Ackerbau auf den durch die Realteilung zersplitterten Flächen immer unwirtschaftlicher wurde, wurde ab 1820 vermehrt auf den Weinbau umgestellt. Seit 1960 wird der Betrieb ausschließlich als Weingut geführt. Seit 1985 führt Hartmut Heintz das Weingut und begann mit der der eigenen Flaschenweinvermarktung.
Die ökologische Wirtschaftsweise entwickelte sich ab den 1950er Jahren, insbesondere mit der Pflanzung von Weitraumanlagen. Rebzeilen mit Breiten zwischen 2,80 und 3,50 Metern waren damals absolut neuartig, verbesserten aber die Durchlüftung und Besonnung der Pflanzen. Darauf folgten Begrünungen und eine rein organische Düngung mit Humus und Stalldung. Alle Erzeugnisse sind seit der Lese 1996 anerkannte und zertifizierte Demeter-Qualitäten.
Die Weine reifen in Tanks aus Edelstahl sowie in Holz- und Barriquefässern.

## Lagen
Die Rebfläche des Weingutes umfasst 17 Hektar, auf denen vorrangig Weißweinsorten angebaut werden, wobei die wichtigste der Riesling ist. Gesamthaft werden auf 33 Hektar Weinbergsfläche über 30 verschiedene Weinsorten produziert. Die Weinberge befinden sich im Umkreis von ca. 3 Kilometer um das Weingut, in den Gemarkungen der Gemeinden Langenlonsheim und Guldental.

## Auszeichnungen
Die Weine wurden zuletzt folgendermaßen ausgezeichnet:
- Der Feinschmecker – Die besten Weingüter in Deutschland (2020)
- Eichelmann Deutschlands Weine – 1,5 von 5 Sternen (2020, 2021)
- Gault&Millau Weinguide Deutschland – 2 von 5 Trauben (2019, 2020)
- LagenCup Weiß – 90 Punkte (2020)
- Meiningers Best of Riesling – 90 Punkte (2020)
- selection Degustationswettbewerb Besten Bio-Weingüter des Jahres 2020 – 2. Platz und bestes Bio-Weingut Deutschland (2020)[11]
- Vinum Weinguide Deutschland – 1,5 von 5 Sternen (2020)
- Wine System AG Organic Wine Award International Frühjahrsverkostung – 99 Wine System AG PAR-System Punkte (2020)